# Bypass (Medizin)
Ein Bypass (englisch) ist eine operativ erstellte Überbrückung eines Passagehindernisses. Dabei wird eine neue Verbindung zwischen Anfang und Ende einer Engstelle (Stenose) hergestellt. Eine Bypassoperation bezeichnet umgangssprachlich meist eine Operation am Herzen, bei der stark verengte oder komplett verschlossene Herzkranzgefäße überbrückt werden, um die ausreichende Blutversorgung des Herzmuskels wiederherzustellen.
Als kardiopulmonaler Bypass (Herz-Lungen-Bypass) wird hingegen die Erzeugung einer extrakorporalen Zirkulation durch eine Herz-Lungen-Maschine bezeichnet.

## Anwendungen

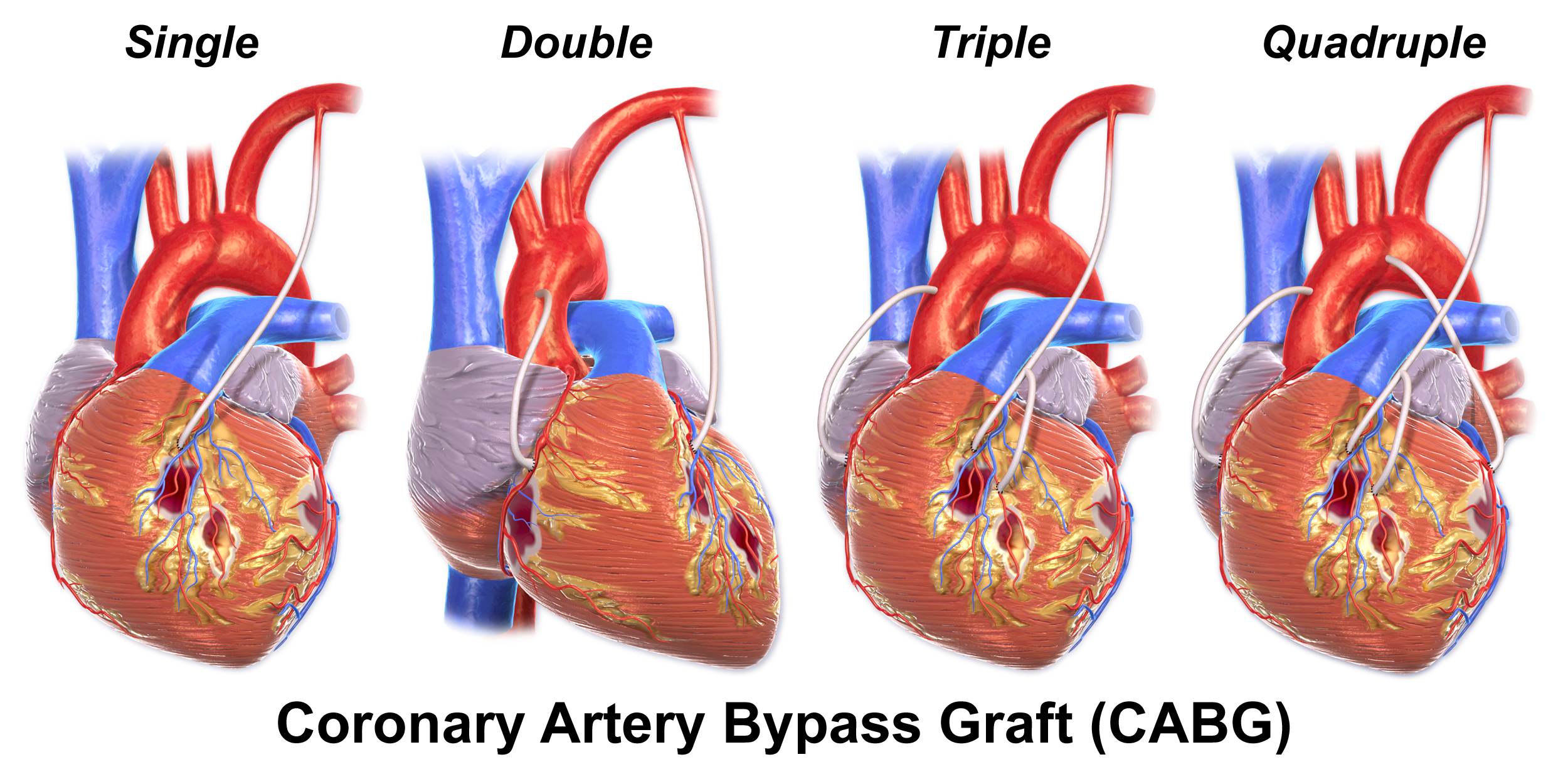
Bypässe in unterschiedlicher Anzahl

Bypässe werden am häufigsten in der Gefäßchirurgie, zum Beispiel zur Behandlung des Endstadiums der sogenannten Schaufensterkrankheit (periphere arterielle Verschlusskrankheit – pAVK) oder eines Aneurysmas, durchgeführt. In der Herzchirurgie wird seit den 1960er Jahren der Koronararterien-Bypass bei der koronaren Herzkrankheit (KHK) angelegt.
Bei einer Bypassoperation entnimmt man Venen und/oder Arterien des eigenen Körpers oder von Verstorbenen und nutzt sie zur Überbrückung der Engstelle. Ebenso werden Bypässe aus Kunstgewebe (z. B. Gore-Tex) eingesetzt. Bei Gefäß-Bypass-Operationen werden zumeist künstliche Gefäßprothesen, aber auch Venen als körpereigenes Material, verwendet. Es werden auch künstliche Shunts und Anastomosen angelegt.
Es lässt sich klar abgrenzen, wann auf künstliche Prothesen und wann auf körpereigene Venen oder auf natürliche Spendergefäße zurückgegriffen wird: Bei Eingriffen, bei denen etwa eine Aorta komplett ersetzt wird, wäre keine ausreichend große Vene im Körper vorhanden, es muss daher auf sog. „Rohrprothesen“ ausgewichen werden, ebenso wenn Verschlüsse der Beckenarterien therapiert werden (z. B. mit einer Y-Prothese). Auch am Oberschenkel kann ohne große Probleme auf Prothesen verwendet werden. Sofern der Bypass jedoch durch das Knie verlegt wird (auch wenn dies extra-anatomisch geschieht!), wird nach Möglichkeit auf eine Vene genutzt, da die Verschlussgefahr wegen der extremen Belastungen durch Scherkräfte etc. sehr hoch ist. Sollte jedoch keine Vene entnehmbar sein, da entweder schon alle „verbraucht“ sind oder eine extreme Varikosis vorliegt, so wird in der Regel auf eine ringverstärkte Prothese eingesetzt, um das Lumen stets offen zu halten.
Häufig werden an der Arteria carotis communis Endarteriektomien durchgeführt. Eine Komplikation dabei ist ein primär ischämischer Hirninfarkt, dessen Risiko ja gerade durch diese Operation vermindert werden soll. Verschlossene Adern oder verschlossene Bypässe können manchmal auch mit einer Thrombektomie oder mit einem Stent gerettet werden (siehe auch Angioplastie).
Aber auch in anderen operativen Bereichen spricht man von einer Bypassoperation, etwa wenn eine Engstelle am Darm infolge eines Tumors mit einer Kurzschlussoperation behandelt wird. Hierbei wird der Darm vor der Engstelle an den Darm nach der Engstelle angenäht. Ein Roux-en-Y-Magenbypass kann in der Adipositaschirurgie auch zur Gewichtsabnahme angelegt werden.
Alternativ zu einem Bypass kann in der Gefäßchirurgie ein Implantat auch als Interponat eingesetzt werden, also als Ersatz des vom Passagehindernis betroffenen Gefäßabschnittes. Die Wahl zwischen Interponat und Bypass hängt von verschiedenen Faktoren wie Lage und Ausmaß der Schädigung sowie Art und Größe des betroffenen Gefäßes ab.

## Rehabilitation
Nach einer stationären Bypass-Operation erfolgt meist eine medizinische Rehabilitation. Häufig findet diese in einer Rehaklinik statt. Nur bei leichten Fällen ist eine ambulante Reha möglich, da die Patienten hierfür belastbar genug sein müssen. Ziel der Rehabilitationsmaßnahmen ist es, einen erneuten Herzinfarkt zu vermeiden.

## Rezeption
Über seine Bypass-Operation schrieb der Lyriker Robert Gernhardt den Gedichtzyklus Herz in Not.